# Bibliothèques de la Nouvelle-France
Les bibliothèques de la Nouvelle-France désignent les bibliothèques constituées dès le début de la colonie principalement à partir des collections des communautés religieuses et de certains particuliers. Elles sont ainsi caractérisées par deux types de bibliothèques: institutionnelles et privées. La présence de livres est notable en Nouvelle-France, en dépit de l'absence de presse à imprimer.

## Contexte
Les bibliothèques institutionnelles ou collectives prennent racine dans divers établissements en Nouvelle-France, notamment au coeur des institutions comme le Collège des Jésuites de Québec, responsable de l’enseignement secondaire, et le Séminaire de Québec. Les institutions de santé, telles que l’Hôtel-Dieu de Québec, possèdent également des bibliothèques enrichissant les connaissances de l’époque. Par ailleurs, les communautés religieuses, dont les Sulpiciens de Montréal, gèrent leurs propres collections, contribuant à diffuser des ouvrages religieux et éducatifs dans la colonie. Le Conseil souverain de la Nouvelle-France en tant qu'organe administratif central, dispose aussi d’une bibliothèque pour soutenir ses travaux.
De leur côté, nombreux sont les administrateurs coloniaux et intendants qui constituent des bibliothèques privées ou personnelles, en important des livres de France, souvent auprès de fournisseurs spécialisés, ou en acquérant des collections lors de ventes successorales. Ces bibliothèques privées, composées de centaines voire de milliers de volumes, incluent des ouvrages religieux, des textes juridiques, des livres d’histoire, de littérature et de sciences, répondant aux besoins intellectuels et professionnels de leurs propriétaires. Les prêtres et religieux jouent un rôle essentiel dans la diffusion des livres en Nouvelle-France, introduisant notamment des ouvrages de dévotion imprimés en France pour soutenir leur œuvre missionnaire et renforcer les pratiques religieuses locales.
Le mercantilisme en vigueur, qui considère la colonie comme une source de matières premières pour la métropole, impose néanmoins des restrictions. En effet, les livres doivent être importés exclusivement de France, et la publication locale est fortement découragée, permettant à la métropole de maintenir un contrôle strict sur les contenus diffusés. Malgré les demandes répétées des Jésuites et des Sulpiciens pour établir une presse en Nouvelle-France, l’administration française n’apporte aucun soutien sur cette question, soucieuse de contrôler la diffusion des idées dans la colonie. La circulation des livres est facilitée par la revente des collections personnelles après décès ou en cas de saisie pour dettes, rendant ainsi des ouvrages rares plus accessibles et initiant la tradition de la vente aux enchères qui se poursuivra jusqu’au  XIXe siècle. En parallèle, le prêt et le don de livres offerts par certaines communautés religieuses et institutions facilitent l'accès à la lecture pour une élite lettrée restreinte.
Les principaux foyers de culture se concentrent alors à Québec et à Ville-Marie, au cœur de la vie intellectuelle en Nouvelle-France. Le taux d’alphabétisation de la population de la Nouvelle-France, pour la période qui s'étend des années 1608 à 1760, se situait autour de 25%; ce taux grimpait chez les classes sociales intermédiaires et élevées, comme les aristocrates et administrateurs coloniaux, ou chez les marchands et professionnels libéraux qui avaient besoin de l’écrit pour leurs tâches quotidiennes. Mais chez les ouvriers et les paysans, l’écrit n’était pas essentiel à la vie quotidienne. Seulement 20% des inventaires après décès font état de livres chez les particuliers.
Cependant, de petites écoles primaires s’établissaient dans certaines paroisses, surtout en milieu urbain. À la fin du régime français, on en comptait une vingtaine sur 123 paroisses. Mais ces écoles étaient complètement sous le contrôle du clergé, avec l’accord de l’administration royale. Comme l’écrit François Séguin, «Le trône et l’autel se méfiaient de tout ce qu’ils ne contrôlaient pas», et dès 1727 il fut interdit d’enseigner la lecture et l’écriture sans l’approbation de ces deux institutions. Le clergé s’efforçait de créer une méfiance envers les livres, et n’approuvaient que les ouvrages en accord avec leurs positions. Selon François Melançon, «le choix des livres et des lectures requiert en effet un encadrement serré», et seules quelques œuvres étaient conseillées, toutes des lectures pieuses: vies des saints, confessions de saint-Augustin, pédagogie des familles chrétiennes… 
La méfiance envers l’écrit et l’imprimé remonte jusqu’à la mère patrie: au cours de la période française, deux ordres religieux (les Jésuites, puis les Sulpiciens) et deux gouverneurs civils se sont vu refuser l’envoi d’une presse d’imprimerie par leurs supérieurs respectifs. Cependant, penser que la censure était systématique sous le Régime français serait une erreur; elle était en réalité appliquée de façon sélective, selon les circonstances. La première condamnation d’un livre est celle de l'Anticoton en 1625, brûlé en autodafé. Il s’agit d’un pamphlet anti-jésuite attribué à César de Plaix . Ce cas reste isolé, tout comme l’interdiction de la pièce Le Tartuffe  de Molière par Monseigneur de Saint-Vallier, pièce que Louis de Buade de Frontenac souhaitait faire jouer à la fin du  XVIIe siècle.
Puisque la lecture n’est possible que pour une petite couche de la population, l’accessibilité à une lecture variée et nombreuse n’était pas un souci pour la population ou les élites, ce qui peut expliquer que «durant tout le Régime français, aucun établissement de lecture publique ne vit le jour au Canada». On retrouve deux types de bibliothèques, institutionnelles et privées, mais seules les institutions religieuses et certains particuliers possèdent des bibliothèques dignes de ce nom.

## Les bibliothèques institutionnelles
Comme l’imprimerie était inexistante dans la colonie, tous les livres provenaient de l’extérieur, essentiellement de France. Mais une fois arrivés en Nouvelle-France, les livres circulaient; «le prêt est d’ailleurs, au sein des institutions civiles et religieuses, le mode principal de circulation du livre.» Par exemple, certains administrateurs empruntaient des documents à la bibliothèque législative du Conseil supérieur.
Les bibliothèques sont des pôles distinctifs d’une affirmation et d’une diffusion de la culture écrite, et les institutions religieuses et gouvernementales sont les plus importants sièges de cette culture dans la colonie.  En plus de ce côté fonctionnel, les bibliothèques présentent le livre comme une figure d’autorité, que ce soit l’autorité divine, politique ou intellectuelle. Malgré cela, le contenu des collections institutionnelles est grandement influencé par leurs finalités sociales.
Tous les ordres religieux ont une collection de livres mise à la disposition de leurs membres, généralement gérée par un bibliothécaire officiel, ou par un officier qui en assumait les tâches. Mais l’accès aux livres n’était pas libre, et c’est le supérieur de l’ordre qui autorisait ou non ses membres à emprunter un document. En plus de la bibliothèque commune, il arrivait que des bibliothèques spécialisées soient instaurées dans des bâtiments spécifiques pour répondre à la mission d’un ordre, comme dans le cas d’une apothicairerie ou d’une salle de classe. Ce n’est que rarement que ces bibliothèques étaient ouvertes au public.
Du côté de l’administration, les gouvernements de Montréal, de Trois-Rivières, de Québec, de l’Acadie et de la Louisiane mettaient à la disposition des grands administrateurs et des officiers un certain nombre de documents imprimés. Par exemple, dès 1717, les membres du Conseil supérieur de Québec eurent accès à une collection de codes de loi et des recueils de jurisprudence, mis à leur disposition par les autorités royales.
Parmi les bibliothèques institutionnelles les plus notables, on retrouve :    
- Celle du Collège des Jésuites de Québec, la plus importante bibliothèque de la Nouvelle-France [9]: une collection d’approximativement 5 000 livres, dont on n’en connaît que 750, la collection ayant été dispersée, donnée, pillée ou confisquée durant tout le siècle qui suivit la Conquête. Sur les 750 documents connus, la moitié (375) très exactement sont des ouvrages religieux. Viennent ensuite les ouvrages de médecine (134), de littérature (81) et de sciences, dont l’hydrographie (73). Cette collection est à l’image de la mission des Jésuites: le collège enseignait d’abord la théologie, les sciences et les études classiques, puis ouvrit une école d’hydrographie en vue de former les jeunes Canadiens aux métiers de navigateur et de géomètre[10].
- Le Collège de Montréal, fondé en 1767, a une bibliothèque dès ses débuts; une partie de la collection est constituée à partir du transfert des documents du presbytère susmentionné. Comme dans la plupart des collèges, elle était en fait formée de deux collections distinctes:  environ le tiers était destiné aux étudiants et le reste était réservé aux professeurs[11]. Dès 1657, Gabriel Souart, premier curé de Montréal, arrive avec des confrères et quelques livres qui seront le socle sur lequel s'édifiera la bibliothèque «la plus importante du Régime français»[12].
- La bibliothèque du Séminaire des Missions étrangères de Québec: une collection aussi évaluée à environ 5 000 livres en 1782, qui «consacre plusieurs rayons aux livres de pédagogie nécessaires à l'étude des auteurs classiques ou à l'enseignement de la philosophie et des sciences»[7], dans l’optique de remplir sa mission de formation de futurs prêtres et d’éducation religieuse dès le plus jeune âge.
- La bibliothèque du Couvent des Ursulines de Québec qui comprenait environ 650 livres, surtout à caractère religieux, et dont le catalogue est disponible à Bibliothèques et Archives du Canada[6].
- La bibliothèque des Religieuses Hospitalières de l'Hôtel-Dieu de Québec comptait autour de 300 livres[6].
- Les Frères hospitaliers de la Croix et de Saint-Joseph, mieux connus sous l'appellation «Frères Charron», possédaient une collection de 347 livres, dispersée dans des lieux fonctionnels[11]. Cet ordre religieux, établi à Montréal, se consacrait aux soins et à l’enseignement aux démunis entre les années 1694 et 1747, et c’est cette vocation qui «détermine également la composition de leur collection»[7].
- Un inventaire de biens montre que la petite communauté de l’Hôtel-Dieu de Montréal disposait de quelques livres vers 1659, de même qu’après l’incendie de 1697[11].
- Au presbytère de la paroisse Notre-Dame des Sulpiciens, à Montréal, s’était constituée une bibliothèque grâce aux apports des premiers sulpiciens venus de France. Selon Yvan Lamonde, on y retrouvait plusieurs documents des XVIe et XVIIe siècles [11].

## Les bibliothèques privées
Ce sont principalement des notables, hommes de loi, médecins, gouvernants, administrateurs et religieux qui possédaient les collections privées les plus importantes.
La plus ancienne est celle de Marc Lescarbot, érudit et avocat établi à Port-Royal en 1606.
Louis-Guillaume Verrier (1690-1758), procureur général du Conseil souverain de la Nouvelle-France, et professeur de droit, possédait en 1759 la collection la plus importante avec 2 400 volumes incluant de nombreux ouvrages de droit et de jurisprudence, ainsi que 23 dictionnaires. Une bibliothèque de plus de 2 000 volumes représentait une collection d’une richesse remarquable, bien que de nos jours elle puisse sembler insignifiante. À son décès, 900 de ses ouvrages furent mis aux enchères, et les acheteurs allant du noble au simple soldat, on constate l’intérêt de la population envers les livres.
- François-Étienne Cugnet (1688-1751), avocat et marchand important : 1250 volumes en 1742, dont 14 dictionnaires. Le contenu de sa bibliothèque était très varié. On y retrouvait des ouvrages littéraires du XVIIe et XVIIIe siècles (Massillon, Fléchier, Sévigné, Retz, Fontenelle, Corneille, Racine, La Bruyère, Prévost), dictionnaires, livres d’astronomie, d’agriculture, de jardinage, et le Journal des savants.
- Joseph Fournerie de Vézon (1729-1760), officier militaire : 380 volumes, dont 22 dictionnaires.
- Bernard-Sylvestre Dosque (1727-1774), curé de la paroisse de Saint-Étienne-de Beaumont: 330 volumes en 1774, incluant des ouvrages de théologie, œuvres de Saint-Thomas d’Aquin, Bossuet, Saint-Ignace, Saint-François de Sales, huit volumes du Grand dictionnaire d'histoire de Moréri.
- Claude-Thomas Dupuy (1678-1738), avocat et intendant de la Nouvelle-France: 300 volumes en 1731. Le nombre de volumes finit par s’élever à 1045 volumes. On retrouvait dans les rayons aux côtés des exemplaires de la Bible, des ouvrages de droit, de sciences, de physique et de mécanique. Qualifiée de bibliothèque encyclopédique, il est possible de comparer la bibliothèque de l’intendant Dupuy à celles des magistrats parisiens de la même époque[3].
- Monseigneur de Saint-Vallier (1653-1727), 300 volumes qu’il légua en 1726 à l'Hôpital général de Québec.
- Joseph-Étienne Nouchet (1724-1758), conseiller au Conseil souverain: 220 volumes, en 1755, de droit, administration, histoire, littérature et religion, incluant des volumes du Grand dictionnaire d’histoire de Moréri, de l'Histoire ancienne de Rollin et des Mémoires de Sully.
- Michel Sarrazin (1659-1734), médecin et membre du Conseil Souverain: 212 volumes.
- Philippe-René Robineau de Portneuf (1707-1759), curé: 60 volumes en 1759.
- Gilles Hocquart (1694-1783), intendant: 60 volumes en 1748, puis 545 volumes.
- Louis Rouer De Villeray (1629-1700), Premier conseiller au Canada. 34 titres en 42 volumes : ouvrages de droit, de religion et de littérature.
- Jacques de Meulles (... -1703), Intendant (1682 à 1688). 140 volumes.
- François de Beauharnois (1665-1746), Intendant (1702 à 1705). 205 volumes.
- Jacques Raudot (1638-1728), Intendant (1705 à 1711). 85 volumes.
- Antoine-Denis Raudot (1679-1737), Co-intendant (1705 à 1711). 2000 volumes.
- Michel Bégon (1667-1747), Intendant (1710 à 1726). 230 volumes.
- Charles Aubert de La Chesnaye (1632-1702), Seigneur et homme d’affaires. 130 volumes.

Le cas de Philippe Boucher (1665-1721), fils de gouverneur et curé de Saint-Joseph de la Pointe Lévy se démarque avec une collection de plus de 500 livres d'une grande diversité (ouvrages de théologie, poésie, voyage, histoire, médecine, etc). Son frère Nicolas Boucher, curé de Saint-Jean de Île d’Orléans  avait une bibliothèque un peu plus modeste de 127 volumes. Comme le presbytère servait de logement aux missionnaires, ces voyageurs avaient l’habitude d’emprunter des livres, qui n’étaient pas toujours retournés! Il est difficile de dire si ce service s’étendait aux paroissiens, mais il probable que certains habitants s’en soient servi et que d’autres curés aient aussi prêtés de leur collection personnelle (par exemple: à la mort d’un hydrographe du roi, on trouva quatre livres de sciences emprunté à un jésuite).
Le cas notable de Pierre Raimbault (1671-1740), fils d’un charpentier envoyé en France pour étudier pendant 15 ans, et qui revint en Nouvelle-France pour y mener une carrière prestigieuse, et dont la bibliothèque comportait une centaine d’ouvrages.

## Les genres littéraires
Les bibliothèques privées contenaient surtout des livres spirituels et des ouvrages religieux; par exemple, «celle du curé Dosque était constituée uniquement de livres de théologie, de catéchisme, d’éloquence religieuse, d’histoire de l’Église et d’apologétique.» La seule exception dans cette collection était un ouvrage de géographie, mais rédigé par un religieux! 
On trouvait également dans les bibliothèques de l’époque des livres portant sur différentes activités professionnelles, selon le métier de leur propriétaire: ouvrages commerciaux et techniques portant sur le droit, la médecine, les sciences naturelles, le commerce. Plus rarement, on trouvait des livres d’architecture et de construction navale. Les dictionnaires étaient nombreux, ainsi que les abécédaires, et plusieurs biographies furent recensées. De fait, l’importance des dictionnaires en Nouvelle-France est considérable. C’est l'époque où la langue française se fixe sous Louis XIV, ce qui augmente de façon significative la publication de ces ouvrages de référence. Deux types de dictionnaires se retrouvent dans les bibliothèques de la colonie française : les dictionnaires de langue tels que le dictionnaire de Pierre Richelet (1680) et les dictionnaires traitant de domaines ou de spécialités tels que le Grand dictionnaire historique de Moréri (1683). On note la quasi absence de manuels militaires, malgré le rôle important de défense que jouent les militaires.
Certaines collections comportaient aussi des livres de philosophie, de musique et de vie pratique, et parfois même des classiques de littérature, surtout française. Certains possédaient des documents relativement récents, dont Louis-Guillaume Verrier, qui avait dans sa collection des livres de Montesquieu, Voltaire ou Rousseau, tous édités vers 1750 . On trouvait également de nombreux ouvrages de poésie ainsi que des romans.
Certains types d’ouvrages étaient mal vus ou parfois même interdits, comme les traités de magie; mais certains ont quand même trouvé leur chemin jusqu’à la Nouvelle-France, puisque des ouvrages satiriques, politiques ou donnant dans le scepticisme furent retrouvés dans certaines collections privées.